# Ruhrwohnungsbau
Die Ruhrwohnungsbau AG war eine 1928 gegründete Wohnungsbaugesellschaft mit Sitz in Dortmund. Sie errichtete unter anderem in den 1930er Jahren  Mehrgeschossbauten in Bochum. In den 1950er Jahren entstand eine Großsiedlung der Ruhrwohnungsbau AG in Alt-Scharnhorst.
Im Jahre 1974 erfolgte der Zusammenschluss von Westdeutsche Wohnhäuser AG, Rheinisch-Westfälische Wohnstätten AG, Westfälische Wohnstätten AG und Ruhrwohnungsbau GmbH zur Unternehmensgruppe Wohnstätten, später VEBA Immobilien. Diese gehört nun zur Deutschen Annington.